# El día de la bestia
El día de la Bestia é um filme de comédia espanhol de 1995 dirigido e escrito por Álex de la Iglesia e Jorge Guerricaechevarría. Protagonizado por Álex Angulo, Armando De Razza e Santiago Segura, estreou em 20 de outubro de 1995 em seu país de origem.

## Sinopse
Um padre (Álex Angulo) acredita ter encontrado a mensagem secreta do livro do Apocalipse que o anti-cristo nascerá no dia 25 de dezembro em Madrid. Para detê-lo, o sacerdote se une a um jovem aficcionado por death metal José María (Santiago Segura), tentando descobrir por todos os meios em que parte de Madrid o evento apocalíptico ocorrerá. Com ajuda do vidente Cavan (Armando De Razza), que apresenta um programa sobre o sobrenatural, o sacerdote terá que enfrentar a chegada do demônio, profetizado como "o Dia da Besta".

## Elenco
- Álex Angulo - Ángel Berriartúa
- Armando De Razza - Professor Cavan
- Santiago Segura - José María
- Terele Pávez - Rosario
- Nathalie Seseña - Mina
- Maria Grazia Cucinotta - Susana
- Jaime Blanch
- Antonio Dechent
- Saturnino Garcia
- Ramon Agirre
- El Gran Wyoming
- Jimmy Barnatan